# سمیزبوغی
سمیزبوغی (به قزاقی: Semizbughy) یک کوه در قزاقستان است که در استان قراغندی واقع شده‌است. سمیزبوغی ۱٬۰۴۹ متر بالاتر از سطح دریا واقع شده‌است.